# Tim Rattay
(en) Statistiques sur pro-football-reference
Timothy F. Rattay (né le 15 mars 1977 à Elyria) est un joueur américain de football américain. Il est l'actuel entraineur des wide reveivers des Bulldogs de Louisiana Tech.

## Enfance
Rattay fait ses études à la Mesa High School de Mesa. Après deux années où il n'a joué le moindre match avec l'équipe du lycée, il est transféré à la Phoenix Christian High School où son père, Jim, est entraineur assistant. En 1994, il bat le record de l'école avec quarante passes pour touchdown mais ne joue aucun match de la saison 1995, relégué à un rang de remplaçant.

## Carrière

### Université
Après ses années lycéennes, aucune université ne désire le recruter. Il joue au Scottsdale Community College où il est en concurrence avec cinq autres quarterback et réussit son pari, étant nommé titulaire. Il est domine le classement national pour les college avec vingt-huit passes pour touchdown et 3526 yards à la passe.
Après ses bonnes performances, l'université de Louisiana Tech à Ruston lui ouvrent ses portes. Il bat de nombreux records de la NCAA avec le record de yards en moyenne par match lors d'une saison avec 386,2 yards par match et occupe la deuxième place au classement NCAA des yards à la passe avec 12643 yards. En 1998, il est dans les dix premiers aux votes pour le Trophée Heisman. La même année, il bat le record de l'école avec 4943 yards et quarante-six passes pour touchdown.

### Professionnel

#### National Football League

##### 49ers de San Francisco
Tim Rattay est sélectionné au septième tour du draft de la NFL de 2000 par les 49ers de San Francisco au 212e choix. Il devient remplaçant de Jeff Garcia et doit attendre la saison 2003 pour jouer ses premiers matchs comme titulaire. Plus tard, Garcia est libéré par les 49ers car le plafond salarial était dépassé par les joueurs de San Francisco. Il prend le rôle de titulaire à trois reprises en 2003 où il envoie sept passes pour touchdown et deux interceptions. Il se blesse et loupe le reste de la saison.
En 2004, il joue neuf matchs comme titulaire mais malgré ses dix passes pour touchdown et ses dix interceptions, les 49ers perdent huit matchs sur les neuf que Rattay a débuté. Le 10 octobre 2004, il bat le record du plus grand nombre de passe réussis lors d'un match par un quarterback de San Francisco avec trente-huit passes réussis, battant le précédent record, détenu par la légende Joe Montana avec trente-sept.

##### Buccaneers de Tampa Bay
Le 18 octobre 2005, Rattay est échangé aux Buccaneers de Tampa Bay contre le sixième choix du draft de 2006 des Buccs. De nombreuses personnes critiquèrent ce choix, notamment l'ancien quarterback Terry Bradshaw. Durant la saison 2006, Rattay remplace Bruce Gradkowski du fait de ses mauvaise performances. Les Buccaneers perdent le quinzième match de la saison contre les Bears de Chicago 14-3. Après quelques matchs, l'entraineur Jon Gruden déplace Rattay, devenant le troisième quarterback de l'équipe.

##### Titans du Tennessee et Cardinals de l'Arizona
Le 9 mai 2007, il signe comme agent libre avec les Titans du Tennessee. Lors du camp d'entrainement et des matchs de pré-saison, il est quarterback titulaire. Il est pourtant nommé dans l'équipe des cinquante-trois hommes retenus pour entamer la saison mais il est libéré le lendemain.
Le 9 octobre 2007,  Rattay signe un contrat d'un an avec les Cardinals de l'Arizona comme remplaçant de Kurt Warner. Warner se blesse et c'est Matt Leinart qui reprend le poste de titulaire. Rattay réussit un exploit en devenant le seul quarterback de l'histoire de la NFL à faire trois passes consécutives qui se concluent par un touchdown. Après être entré lors de quatre matchs en 2007, les Cardinals proposent à Rattay de signer un nouveau contrat mais Rattay décline, voulant voir s'il recevrait des propositions sur le marché des agents libres.

##### Rumeurs
En septembre 2008, certaines rumeurs annoncent Tim Rattay chez les Patriots de la Nouvelle-Angleterre après que Tom Brady fut mis out pour le reste de la saison. Déjà lors du draft de 2000, Rattay avait été un des objectifs des Patriots mais la franchise avait misé sur Brady.  Un mois plus tard, il travaille dans l'administration des Lions de Détroit mais ne reçoit aucune offre pour jouer.

#### United Football League
En juillet 2009, Rattay signe avec les Locomotives de Las Vegas, jouant en United Football League. L'entraineur Jim Fassel nomme Rattay comme remplaçant de J.P. Losman. Rattay est titulaire pour la première fois en UFL en remplaçant Losman, blessé. Il débute contre les Sentinels de New York et envoie deux passes pour touchdown. Le match se conclut par une victoire des Locomotives.

### Entraineur
Rattay est effacé de l'effectif des Locomotives durant le mois de juillet. En effet, le quarterback décide de tirer sa révérence et de prendre sa retraite. Par la même occasion, il accepte de rester à Las Vegas où il accepte le poste d'entraineur des wide receivers de l'équipe.

## Palmarès
- Rattay est un des trois quarterbacks sélectionnés au septième tour d'un draft de la NFL ou non sélectionné qui ont passé la barre de quatre cent yards à la passe lors d'un match.  Matt Cassel accomplit se fait en 2008 et Tony Romo en 2010.
- Record du plus grand nombre de passes réussies lors d'un match par un quarterback des 49ers de San Francisco avec trente-huit passes.
- Seul quarterback de l'histoire de la NFL à réussir trois passes consécutives qui emmènent à des touchdowns.
- Champion de la UFL avec les Locomotives de Las Vegas en 2009 et 2010.